# مارك كلايتون (لاعب كرة قدم أمريكية)
مارك كلايتون (بالإنجليزية: Mark Jermaine Clayton)‏ هو لاعب كرة قدم أمريكية أمريكي، ولد في 2 يوليو 1982 في أوكلاهوما سيتي في الولايات المتحدة.

## وصلات خارجية
- مارك كلايتون (لاعب كرة قدم أمريكية) على موقع مرجع كرة القدم المحترفة.كوم (الإنجليزية)